# Plumsjoch
Das Plumsjoch ist ein 1921 m ü. A. hoher Berg im Vorkarwendel in Tirol.
Der Gipfel ist unter anderem vom Süden von den Hagelhütten (1077 m ü. A.) im Rißtal über die Plumsjochhütte und den nahen Plumssattel (1669 m ü. A.) zu erreichen.
Das Plumsjoch wird üblicherweise im Zuge einer Besteigung der Montscheinspitze über die Südroute überquert.

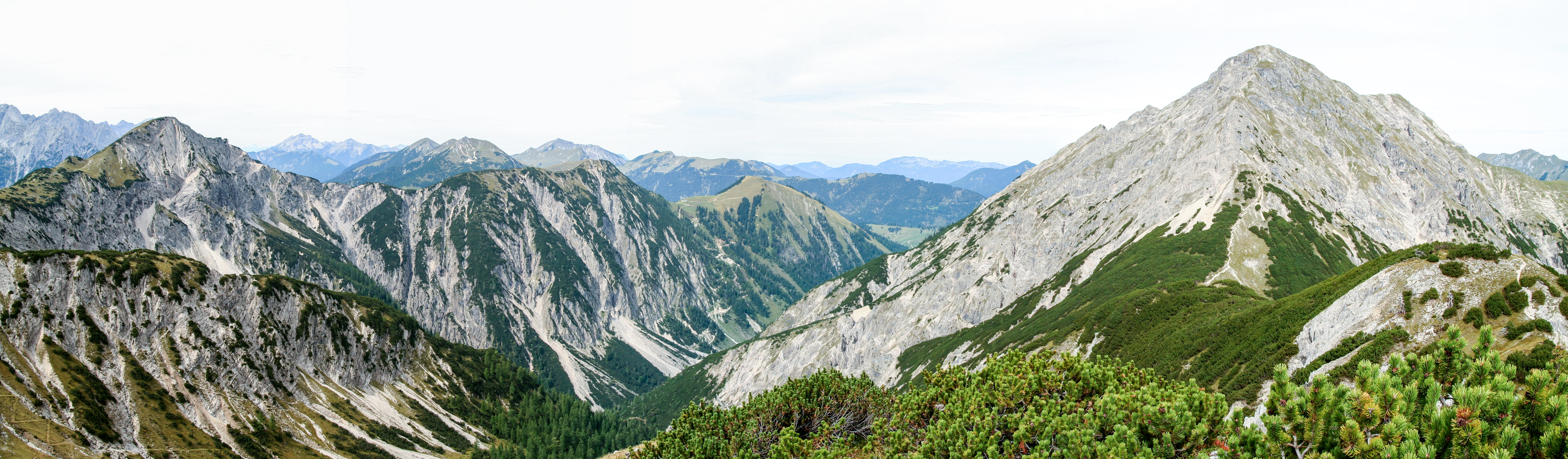
Kompar und Montscheinspitze vom Plumsjoch gesehen